# Själafjärden (småort)
Själafjärden är en ort i Umeå kommun, Västerbottens län, sydväst om Obbola och omkring sjön Själafjärden. Från 2015 avgränsar SCB här två småorter. Mellan 1995 och 2015 utgjorde området en småort.
Exploateringen av området påbörjades i mitten av 1970-talet och de första husen stod klara 1978. Området innehöll då 54 fastigheter. Sex fastigheter tillkom 2008. Boende finns på följande adresser: Själafjärdsvägen, Ekorrstigen, Mårdstigen, Minkstigen, Älgstigen, Harstigen och Rävstigen.